# الجنابين (بدبدة)

تعديل مصدري - تعديل

الجنابين هي إحدى قرى عزلة العبدة بمديرية بدبدة التابعة لمحافظة مأرب، بلغ تعداد سكانها 408 نسمة حسب تعداد اليمن لعام 2004.